# FK Berszad

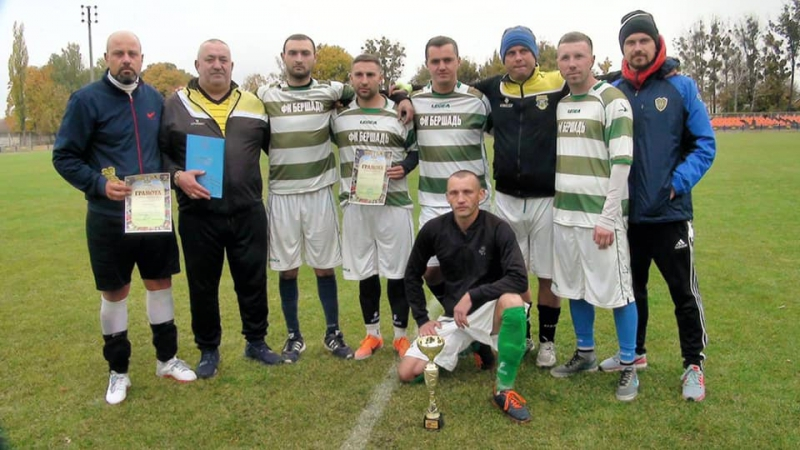
Drużyna w 2021 roku

FK Berszad (ukr. Футбольний клуб «Бершадь», Futbolnyj Kłub "Berszad`") – ukraiński klub piłkarski z siedzibą w mieście Berszad w obwodzie winnickim.

## Historia
Chronologia nazw:
- 196?: Kołos Berszad (ukr. «Колос» Бершадь)
- 1992: Duumwirat Berszad (ukr. «Дуумвірат» Бершадь)
- 1996: Nywa Berszad (ukr. «Нива» Бершадь)
- 2004: FK Berszad (ukr. ФК «Бершадь»)
- 2007: Nywa Berszad (ukr. «Нива» Бершадь)
- 2012: FK Berszad (ukr. ФК «Бершадь»)
- 2007: Nywa Berszad (ukr. «Нива» Бершадь)
- 2012: FK Berszad (ukr. ФК «Бершадь»)

Piłkarska drużyna Kołos została założona w miejscowości Berszad w latach 60. XX wieku. Zespół występował w rozgrywkach Mistrzostw i Pucharu obwodu winnickiego. W 1992 klub zmienił nazwę na Duumwirat.
W sezonie 1996/97 z nazwą Nywa debiutował w Drugiej Lidze, grupie A, w której zamienił klub Sportinwest Krzywy Róg, który przekazał swoje miejsce i piłkarzy Nywie i został rozwiązany.
W sezonie 1998/99 z przyczyn finansowych klub zrezygnował z dalszych występów jeszcze w jesiennej rundzie. Klub został pozbawiony statusu klubu profesjonalnego. Wyniki ligowe z udziałem klubu zostali anulowane. 
Następnie występował w rozgrywkach Mistrzostw i Pucharu obwodu winnickiego.
Dopiero w 2004 zespół zmienił nazwę na FK Berszad i ponownie startował w Drugiej Lidze, grupie A, w której zajął 5. miejsce. W następnym sezonie klub Nywa Winnica zrezygnował z dalszych występów w Pierwszej Lidze i przekazał swoje miejsce i piłkarzy FK Berdzad. Klub debiutował w rozgrywkach Pierwszej Lidze. Jednak po 29 kolejkach zrezygnował z dalszych występów i został pozbawiony statusu klubu profesjonalnego. 
Następnie zespół przywrócił nazwę Nywa Berszad i występował w rozgrywkach Mistrzostw i Pucharu obwodu winnickiego.

## Sukcesy
- 18. miejsce w Drugiej Lidze, grupie B:

2005/06
- 1/32 finału Pucharu Ukrainy:

2004/05